# Prouville
Prouville est une commune française située dans le département de la Somme, en région Hauts-de-France.

## Géographie

### Localisation
Prouville est un village picard du Ponthieu.
Limitrophe de Bernaville, la localité est située à 8 km au nord de Domart-en-Ponthieu, 9 km au sud d'Auxi-le-Château, 15 km à l'ouest de Doullens, 21 km au nord-est d'Abbeville, 31 km au nord-ouest d'Amiens et à 49 km au sud-ouest d'Arras  à vol d'oiseau.
Le territoire de la commune est limitrophe de ceux de sept communes.
Les communes limitrophes sont Agenville, Beaumetz, Bernaville, Domléger-Longvillers, Heuzecourt, Montigny-les-Jongleurs et Saint-Acheul.

### Transports et voies de communication
Prouville est situé à proximité de la RD 925 (qui passe à 1 km, à Beaumetz).
La localité est desservie par la ligne d'autocars no 26 (Doullens - Bernaville - Abbeville)  et la ligne no 57 (Cramont - Bernaville - Amiens) du réseau inter-urbain Trans'80 qui permettent les déplacements vers Abbeville et Amiens.

### Hydrographie

#### Réseau hydrographique
La commune est située dans le bassin Artois-Picardie. Elle est drainée par l'Heuzecourt.

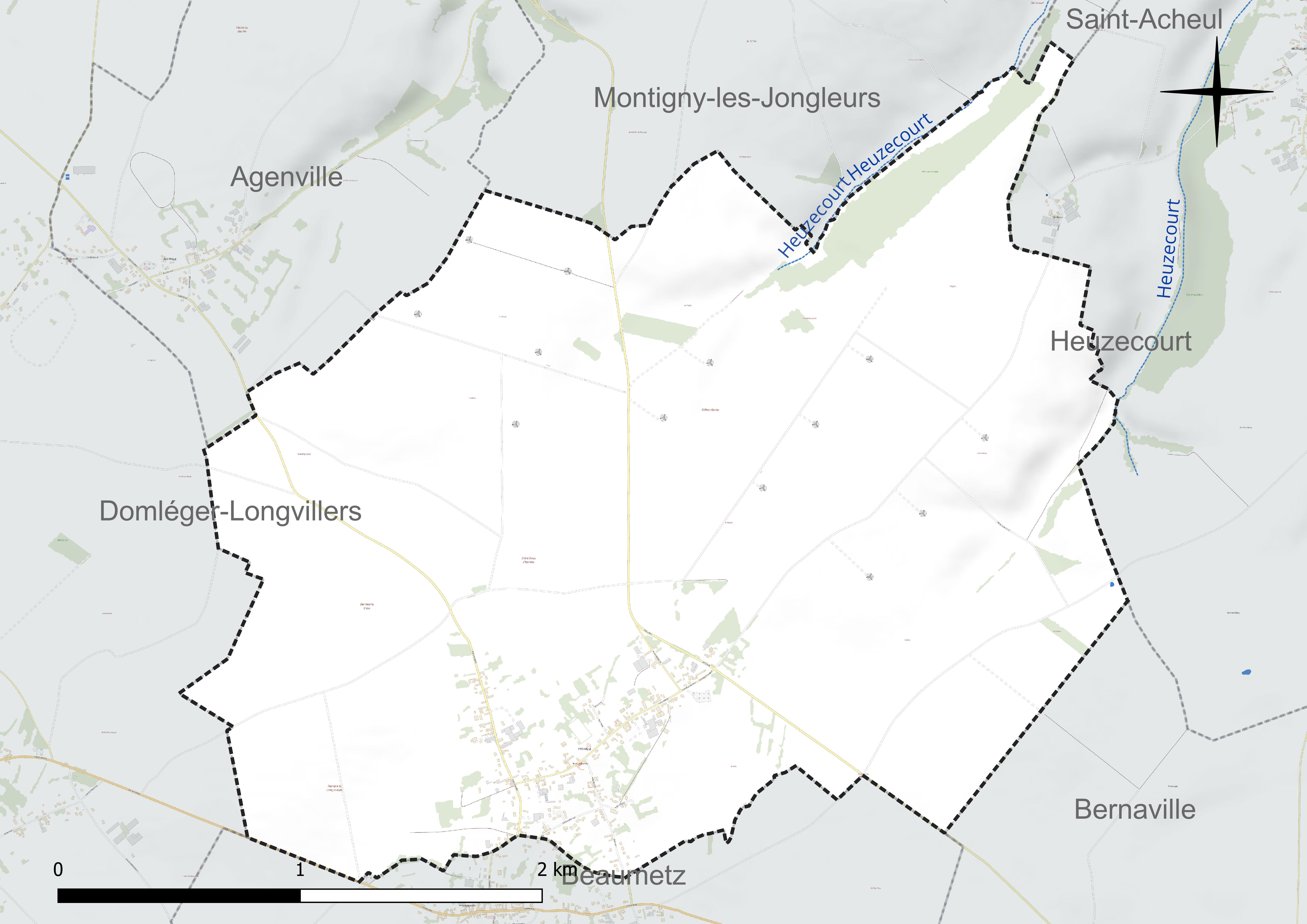
Réseau hydrographique de Prouville.

#### Gestion et qualité des eaux
Le territoire communal est couvert par le schéma d'aménagement et de gestion des eaux (SAGE) « Authie ». Ce document de planification concerne un territoire de 1 253 km2 de superficie, délimité par le bassin versant de l'Authie. Le périmètre a été arrêté le 5 août 1999 et le SAGE proprement dit est, en 2024, en cours d'élaboration. La structure porteuse de l'élaboration et de la mise en œuvre est le syndicat mixte Canche Et Authie.
La qualité des cours d'eau peut être consultée sur un site dédié géré par les agences de l'eau et l'Agence française pour la biodiversité.

### Climat
Pour des articles plus généraux, voir Climat des Hauts-de-France et Climat de la Somme.
En 2010, le climat de la commune est de type climat des marges montargnardes, selon une étude du CNRS s'appuyant sur une série de données couvrant la période 1971-2000. En 2020, Météo-France publie une typologie des climats de la France métropolitaine dans laquelle la commune est exposée à un climat océanique et est dans la région climatique Côtes de la Manche orientale, caractérisée par un faible ensoleillement (1 550 h/an) ; forte humidité de l'air (plus de 20 h/jour avec humidité relative > 80 % en hiver), vents forts fréquents.
Pour la période 1971-2000, la température annuelle moyenne est de 10 °C, avec une amplitude thermique annuelle de 13,9 °C. Le cumul annuel moyen de précipitations est de 871 mm, avec 12,8 jours de précipitations en janvier et 9,4 jours en juillet. Pour la période 1991-2020, la température moyenne annuelle observée sur la station météorologique la plus proche, située sur la commune de Bernaville à 3 km à vol d'oiseau, est de 10,4 °C et le cumul annuel moyen de précipitations est de 877,3 mm,. Pour l'avenir, les paramètres climatiques de la commune estimés pour 2050 selon différents scénarios d'émission de gaz à effet de serre sont consultables sur un site dédié publié par Météo-France en novembre 2022.
| Mois                                  | jan.           | fév.             | mars           | avril           | mai             | juin           | jui.           | août          | sep.          | oct.          | nov.          | déc.          | année      |
| ------------------------------------- | -------------- | ---------------- | -------------- | --------------- | --------------- | -------------- | -------------- | ------------- | ------------- | ------------- | ------------- | ------------- | ---------- |
| Température minimale moyenne (°C)     | 1,3            | 1,4              | 3,3            | 4,9             | 8,1             | 10,8           | 12,7           | 13            | 10,6          | 7,9           | 4,5           | 1,9           | 6,7        |
| Température moyenne (°C)              | 3,7            | 4,1              | 6,8            | 9,4             | 12,6            | 15,4           | 17,6           | 17,8          | 14,9          | 11,2          | 7,1           | 4,2           | 10,4       |
| Température maximale moyenne (°C)     | 6              | 6,9              | 10,3           | 13,9            | 17,1            | 20             | 22,4           | 22,6          | 19,3          | 14,6          | 9,7           | 6,4           | 14,1       |
| Record de froid (°C) date du record   | −13,2 16.01.13 | −13,5 07.02.1991 | −11,3 04.03.05 | −4,1 02.04.1996 | −0,7 07.05.1997 | 1,4 05.06.1991 | 5,2 04.07.1990 | 5 08.08.1990  | 2 24.09.03    | −4,5 24.10.03 | −8 23.11.1998 | −13 18.12.10  | −13,5 1991 |
| Record de chaleur (°C) date du record | 15 09.01.15    | 17,6 26.02.19    | 22,6 31.03.21  | 24,9 28.04.07   | 28,7 13.05.1998 | 33,9 27.06.11  | 40,8 25.07.19  | 37,2 10.08.03 | 32,1 09.09.23 | 28,9 01.10.11 | 19,5 07.11.15 | 15,7 07.12.00 | 40,8 2019  |
| Précipitations (mm)                   | 72,9           | 63,6             | 66,6           | 53,8            | 64,5            | 61,2           | 72,9           | 79            | 66            | 82,5          | 91,8          | 102,5         | 877,3      |

## Urbanisme

### Typologie
Au 1er janvier 2024, Prouville est catégorisée commune rurale à habitat dispersé, selon la nouvelle grille communale de densité à sept niveaux définie par l'Insee en 2022.
Elle est située hors unité urbaine. Par ailleurs la commune fait partie de l'aire d'attraction d'Amiens, dont elle est une commune de la couronne,. Cette aire, qui regroupe 369 communes, est catégorisée dans les aires de 200 000 à moins de 700 000 habitants,.

### Occupation des sols
L'occupation des sols de la commune, telle qu'elle ressort de la base de données européenne d'occupation biophysique des sols Corine Land Cover (CLC), est marquée par l'importance des territoires agricoles (92,2 % en 2018), une proportion identique à celle de 1990 (92,2 %). La répartition détaillée en 2018 est la suivante : 
terres arables (86,5 %), prairies (5,7 %), zones urbanisées (5,1 %), forêts (2,7 %). L'évolution de l'occupation des sols de la commune et de ses infrastructures peut être observée sur les différentes représentations cartographiques du territoire : la carte de Cassini (XVIIIe siècle), la carte d'état-major (1820-1866) et les cartes ou photos aériennes de l'IGN pour la période actuelle (1950 à aujourd'hui).

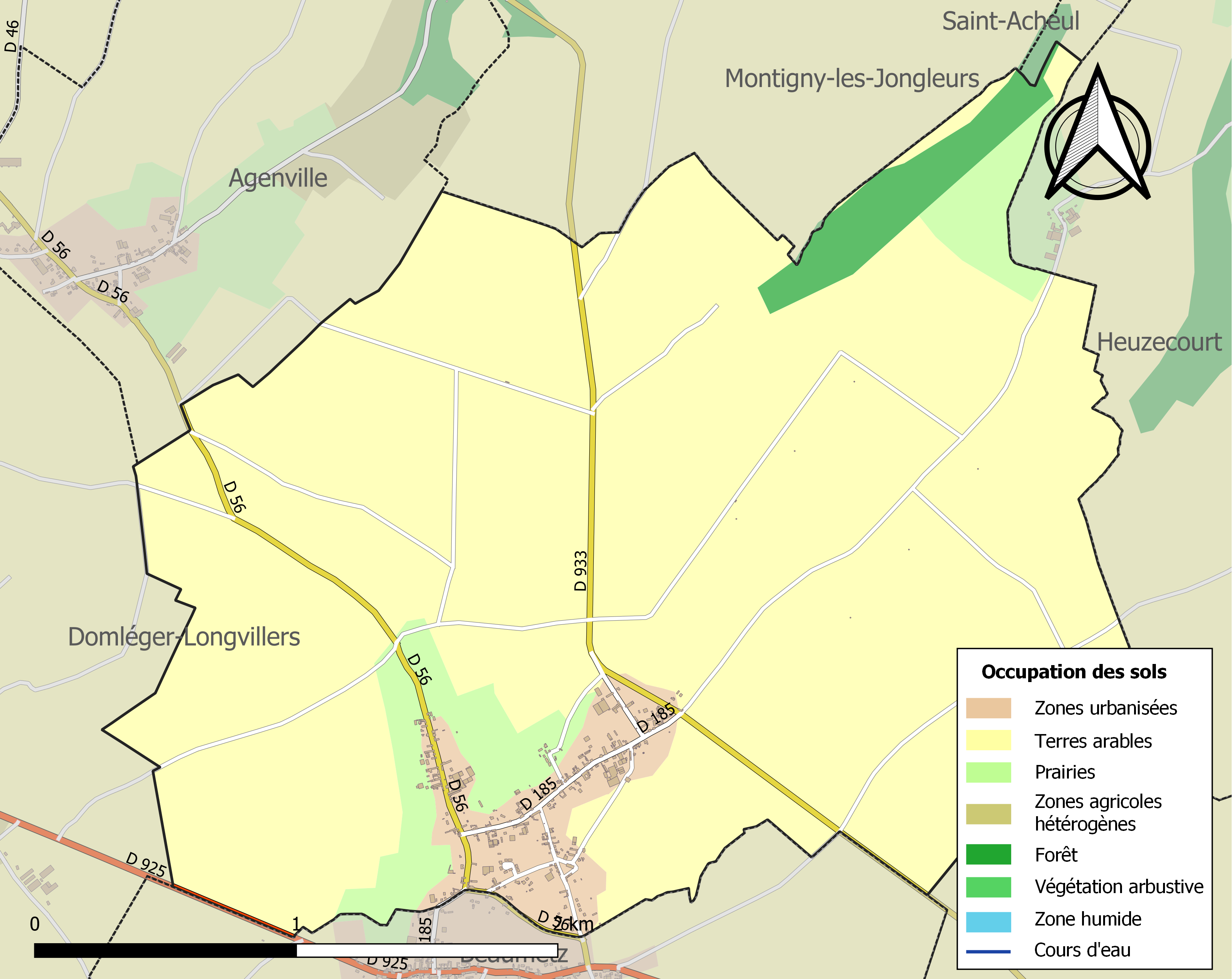
Carte des infrastructures et de l'occupation des sols de la commune en 2018 (CLC).

## Toponymie
Le village tiendrait son nom du premier propriétaire d'une villa franque.
En 1143, Prool villa est cité.

## Histoire
Thomas de Prouville est cité en 1240.
Louis de Brossart est seigneur de Prouville en 1658.
Arnould-Joseph Mairesse (1732-1822), écuyer, est seigneur de Prouville. Fils de Philippe-François, seigneur de la Viefville, et de Marie-Anne de Francqueville, baptisé à Cambrai le 22 octobre 1732, il devient capitaine au régiment de la Reine-infanterie, achète la bourgeoisie de Lille le 5 janvier 1768 et meurt en 1822, à 89 ans. Il épouse d'abord Marie-Rose-Sophie le Maistre d'Anstaing puis à Lille le 6 avril 1767 Marie-Valentine-Alexandrine-Renée Du Chambge (1749-1796). Fille de Charles-Eubert, chevalier, seigneur de Liessart (sur Béclers), Douay en Roncq, conseiller du roi en ses conseils, premier président du bureau des finances et domaines de la généralité de Lille, dit le Président Liessart, et de Marie-Emmanuelle-Josèphe-Thérèse Turpin, ondoyée à Lille le14 avril 1749, baptisée le 30 avril 1749, elle meurt en mai 1796.
Pendant la Seconde Guerre mondiale, les occupants nazis installent un site de lancement de V1.

## Politique et administration
| Période                                  | Période  | Identité         | Étiquette | Qualité                                                |
| ---------------------------------------- | -------- | ---------------- | --------- | ------------------------------------------------------ |
| Les données manquantes sont à compléter. |          |                  |           |                                                        |
| 1947                                     | 1959     | François Renard  |           |                                                        |
| 1959                                     | 1964     | Louis Dannière   |           |                                                        |
| 1964                                     | 1971     | Ghislain Lattier |           |                                                        |
| 1971                                     | 1995     | Roland Devaux    |           |                                                        |
| 1995                                     | 2023     | Bernard Dufétel  | EXG       | Agriculteur. Réélu pour le mandat 2020-2026, Démission |
| septembre 2023                           | En cours | Patrick Morival  |           | Agriculteur                                            |

## Démographie
L'évolution du nombre d'habitants est connue à travers les recensements de la population effectués dans la commune depuis 1793. Pour les communes de moins de 10 000 habitants, une enquête de recensement portant sur toute la population est réalisée tous les cinq ans, les populations de référence des années intermédiaires étant quant à elles estimées par interpolation ou extrapolation. Pour la commune, le premier recensement exhaustif entrant dans le cadre du nouveau dispositif a été réalisé en 2007.

En 2022, la commune comptait 312 habitants, en évolution de +2,3 % par rapport à 2016 (Somme : −1,26 %, France hors Mayotte : +2,11 %).
| 1793 | 1800 | 1806 | 1821 | 1831 | 1836 | 1841 | 1846 | 1851 |
| ---- | ---- | ---- | ---- | ---- | ---- | ---- | ---- | ---- |
| 674  | 685  | 745  | 707  | 813  | 770  | 768  | 796  | 788  |

| 1856 | 1861 | 1866 | 1872 | 1876 | 1881 | 1886 | 1891 | 1896 |
| ---- | ---- | ---- | ---- | ---- | ---- | ---- | ---- | ---- |
| 753  | 734  | 640  | 634  | 628  | 587  | 563  | 504  | 501  |

| 1901 | 1906 | 1911 | 1921 | 1926 | 1931 | 1936 | 1946 | 1954 |
| ---- | ---- | ---- | ---- | ---- | ---- | ---- | ---- | ---- |
| 424  | 427  | 398  | 342  | 343  | 347  | 310  | 276  | 292  |

| 1962 | 1968 | 1975 | 1982 | 1990 | 1999 | 2006 | 2007 | 2012 |
| ---- | ---- | ---- | ---- | ---- | ---- | ---- | ---- | ---- |
| 341  | 352  | 297  | 270  | 275  | 258  | 300  | 305  | 294  |

| 2017 | 2022 | - | - | - | - | - | - | - |
| ---- | ---- | - | - | - | - | - | - | - |
| 314  | 312  | - | - | - | - | - | - | - |

## Économie
Le territoire est marqué par une très forte vocation rurale.
Le parc éolien (6 éoliennes d'une puissance de 2 mégawatts chacune et 125 mètres de haut), raccordé à celui de Ville-le-Marclet et installé en 2009, couvre la consommation électrique de 14 000 personnes, l'équivalent de la population de la communauté de communes du Territoire Nord Picardie (CCTNP).

## Culture locale et patrimoine

### Lieux et monuments
- Église Notre-Dame-de-l'Assomption, de facture moderne. Le clocher est séparé de la nef.

- Chapelle Notre-Dame-de-Lourdes dans une ferme. La croix de fer au sommet est décorée de fleurons[33].
- Oratoire à la Vierge, en brique, dans une haie[33].

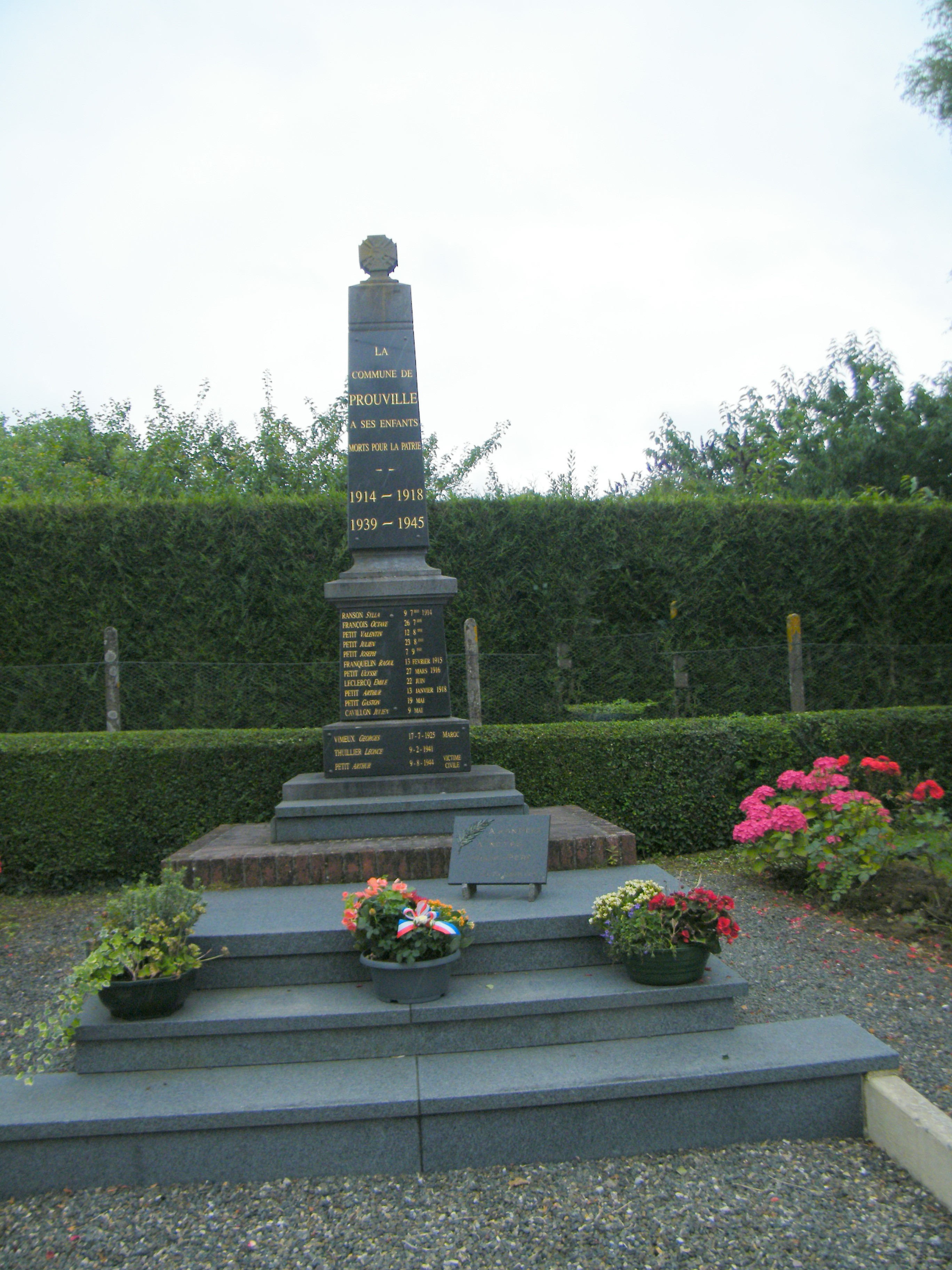
Le monument aux morts.
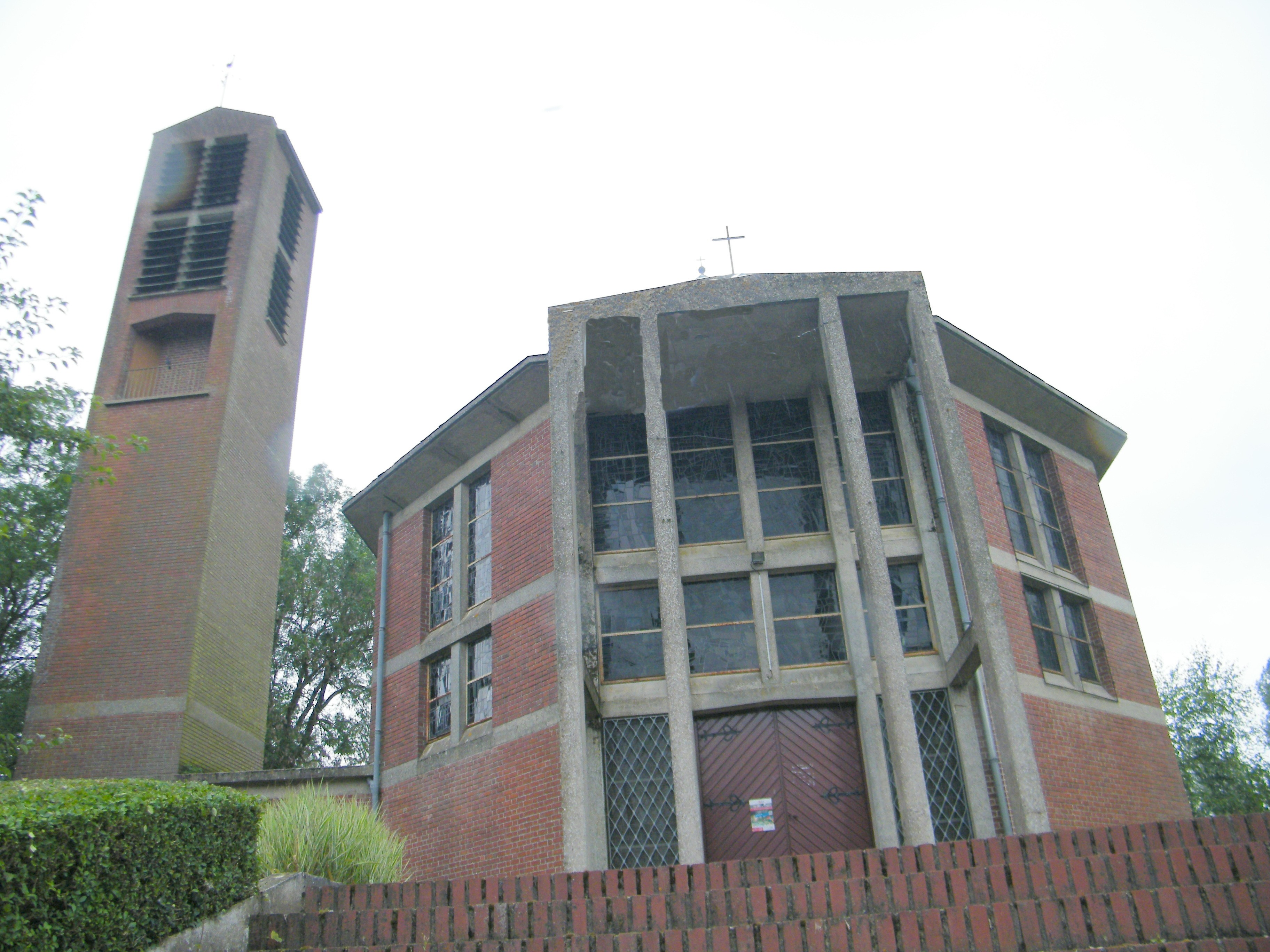
L'église dont le clocher est séparé de la nef.
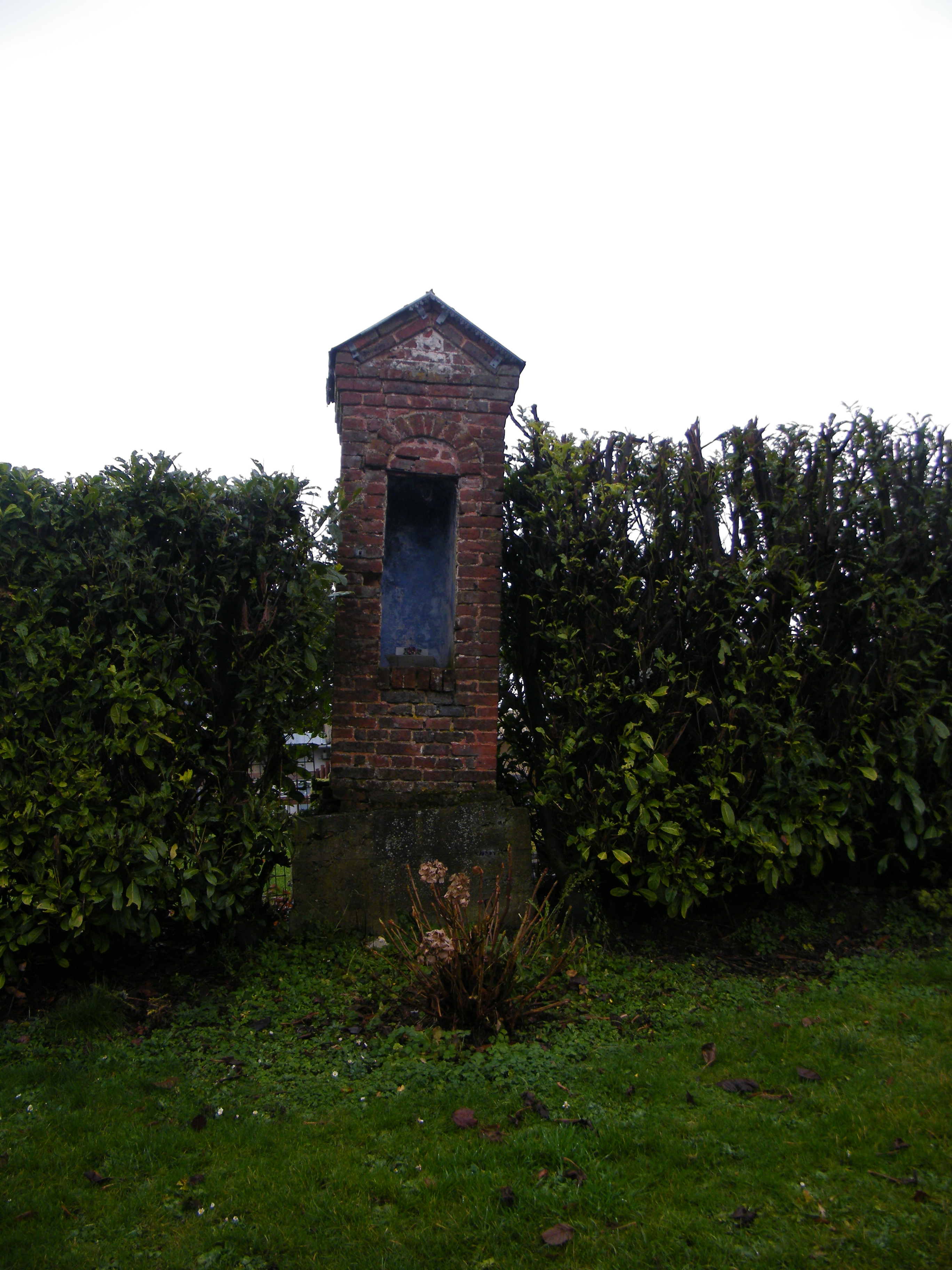
L'oratoire dédié à la Vierge, dans une haie.
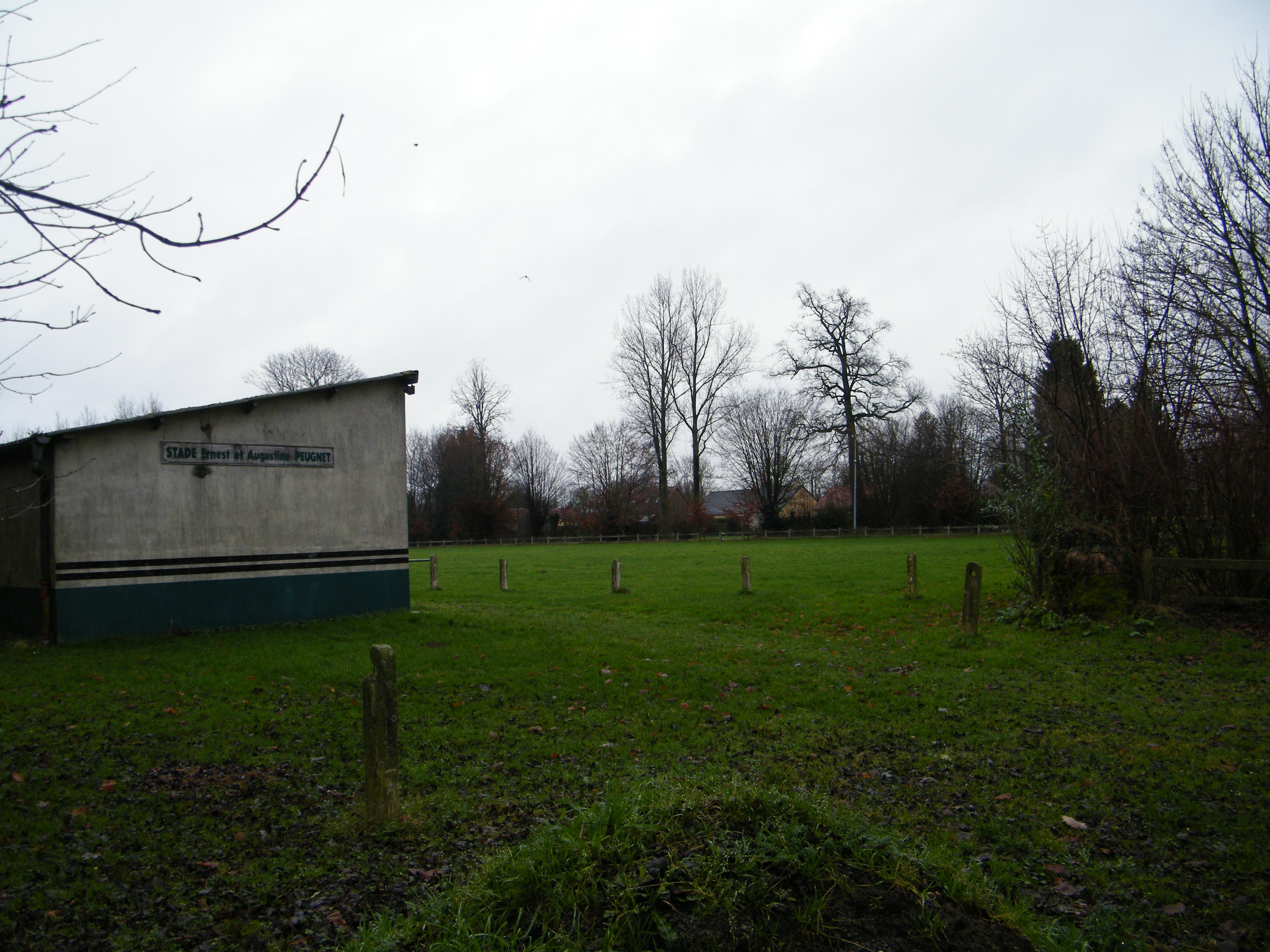
Stade Ernest et Augustine Peugnet.
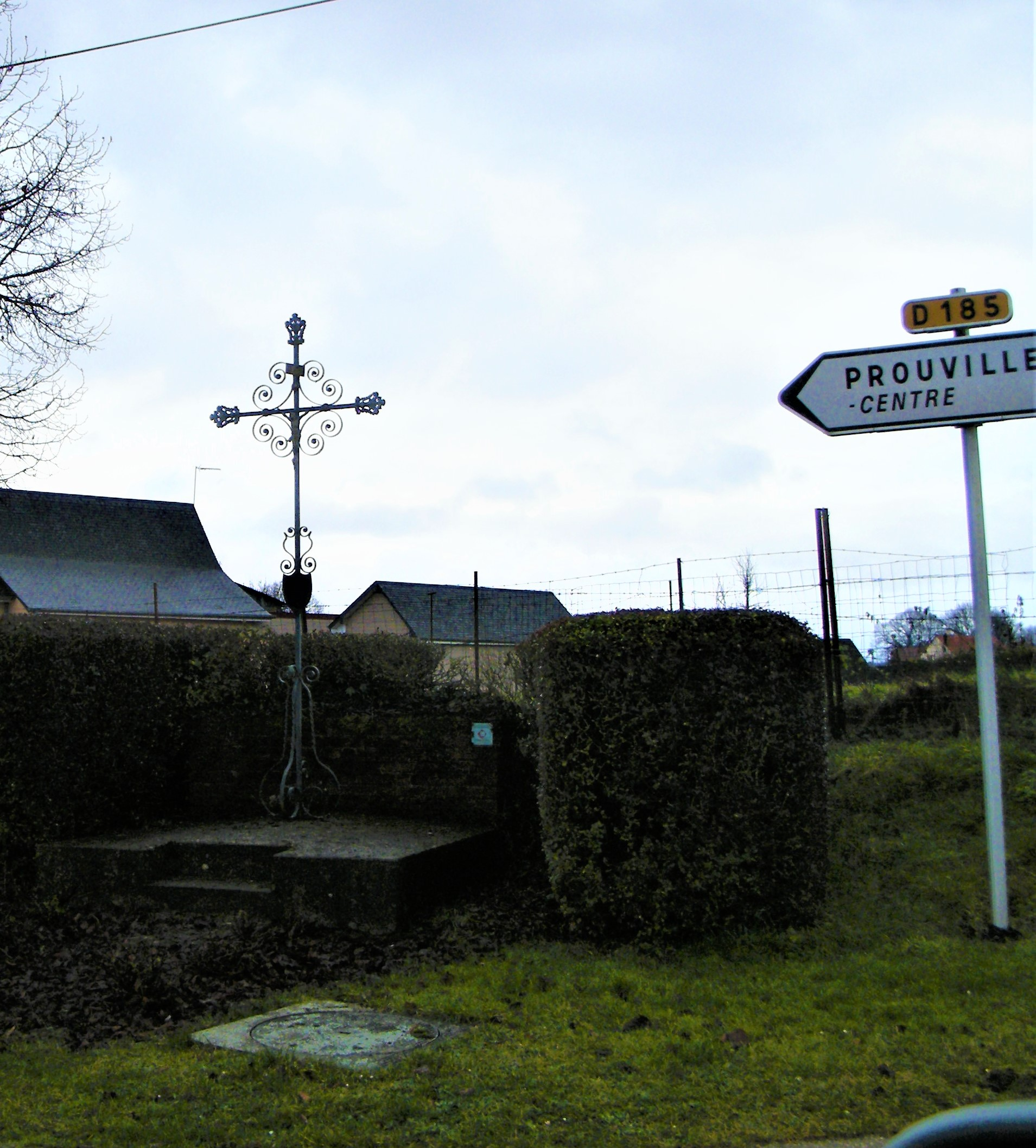
Calvaire dans le village.
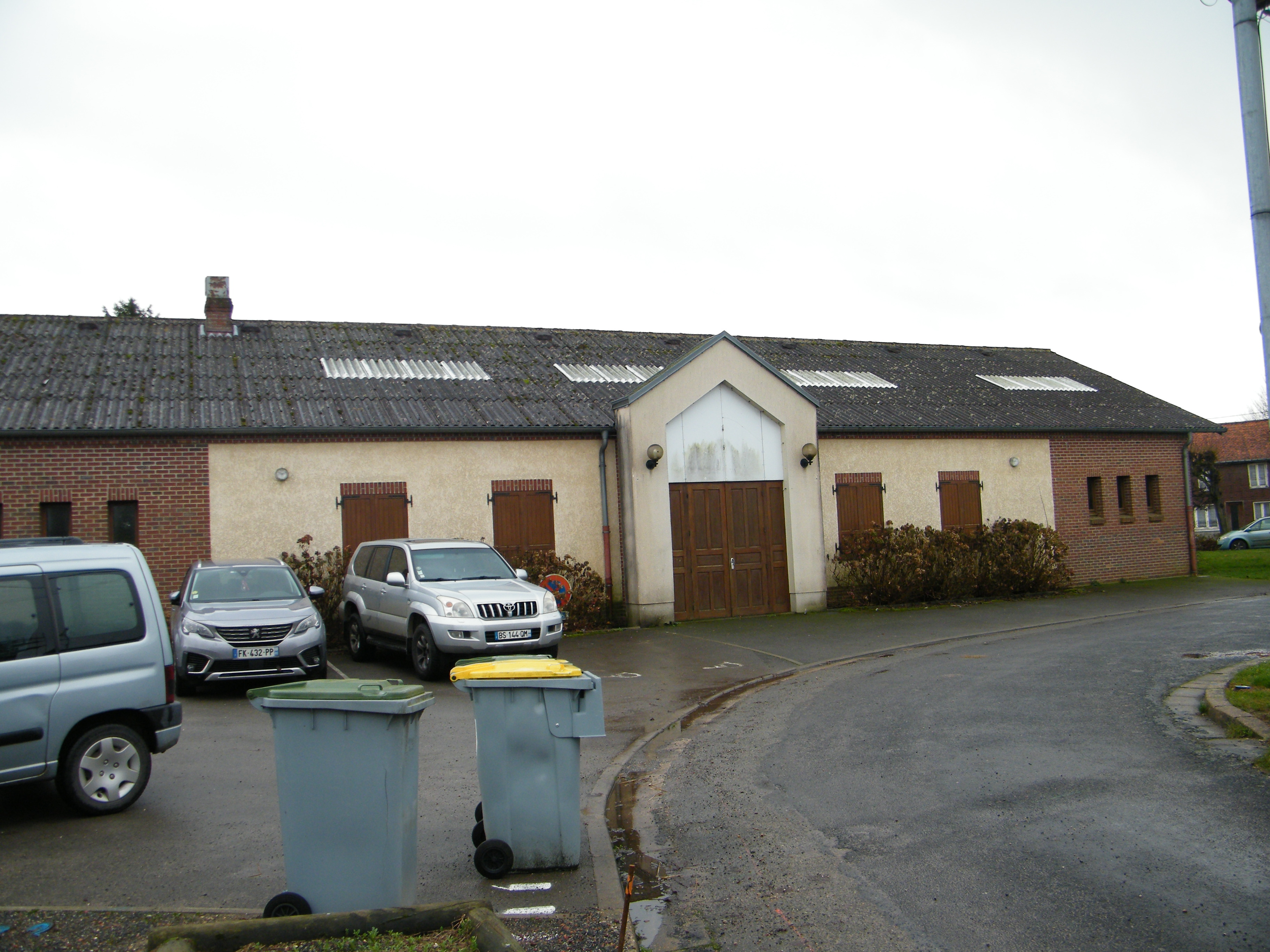
La salle communale.
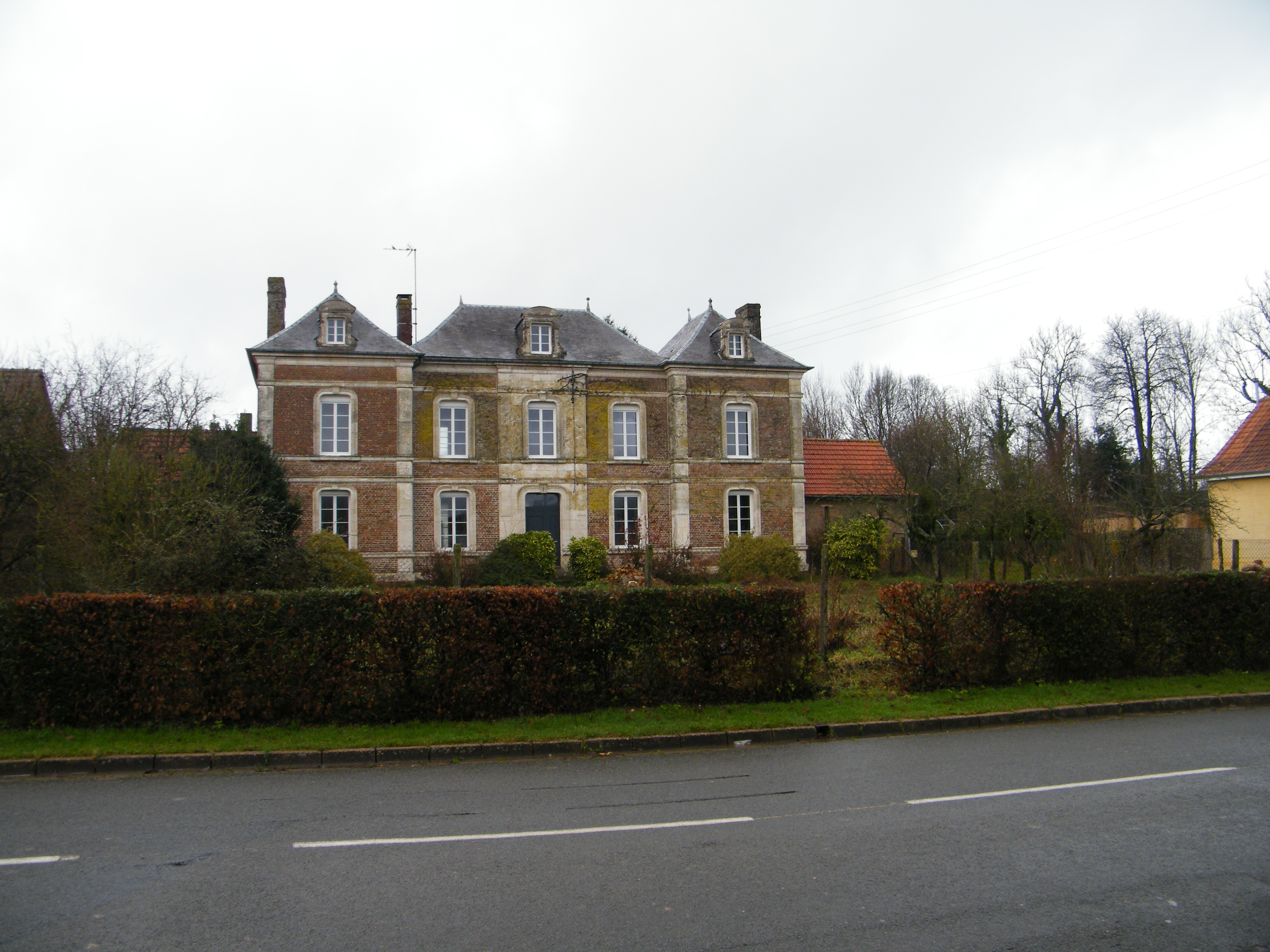
Habitat local.

### Héraldique
| Blason de Prouville | Blason  | De sinople à la bouterolle d'or.                                                                                                   |
| Blason de Prouville | Détails | Le blason est issu des armes de Louis de Brossart, seigneur de Prouville en 1658. Le statut officiel du blason reste à déterminer. |